# إيثان طومسون
إيثان إيفان طومسون (من مواليد 4 مايو 1999) هو لاعب كرة سلة جامعية أمريكي في ولاية أوريغون.